# Burning Witches
Burning Witches is een Zwitserse metalband. Kenmerkend aan de band is dat deze volledig uit vrouwen bestaat. De genres waarin Burning Witches actief is zijn heavy metal en powermetal.

## Geschiedenis
Burning Witches werd in 2015 opgericht door gitariste Romana Kalkuhl, afkomstig uit Brugg in het kanton Aargau. In 2017 volgde het gelijknamige debuutalbum. In 2019 verliet zangeres Seraina Telli de band, waarna ze werd opgevolgd door de Nederlandse zangeres Laura Guldemond.

## Stijl
Burning Witches is vooral beïnvloed door heavy metal uit de jaren tachtig van de twintigste eeuw en wordt daarom vergeleken met bands als Iron Maiden en Judas Priest. De teksten van de band gaan vooral over demonen, het kwade en hekserij.

## Discografie

### Albums
| Jaar | Titel                  |
| ---- | ---------------------- |
| 2017 | Burning Witches        |
| 2018 | Hexenhammer            |
| 2020 | Dance with the Devil   |
| 2021 | The Witch of the North |
| 2023 | The Dark Tower         |

### Singles (selectie)
| Jaar | Titel                  | Album/ep                              | Opmerkingen                                                                            |
| ---- | ---------------------- | ------------------------------------- | -------------------------------------------------------------------------------------- |
| 2016 | Burning Witches        | Burning Witches                       | demo                                                                                   |
| 2019 | Wings of Steel         | Wings of Steel / Dance with the Devil |                                                                                        |
| 2020 | The Circle of Five     | The Witch of the North                |                                                                                        |
| 2023 | The Dark Tower         | The Dark Tower                        | met Jenny Diehl van Feuerschwanz en The Dark Side Of The Moon (alleen in de videoclip) |
| 2023 | Unleash The Beast      | The Dark Tower                        |                                                                                        |
| 2023 | Shot In The Dark       | The Dark Tower                        | cover van Ozzy Osbourne                                                                |
| 2024 | The Spell of the Skull | The Spell of the Skull                |                                                                                        |
| 2024 | Mirror, Mirror         | The Spell of the Skull                |                                                                                        |

### EP's
| Jaar | Titel             | Opmerkingen                       |
| ---- | ----------------- | --------------------------------- |
| 2018 | Burning Alive     | 3 liveopnames; 1 reguliere opname |
| 2019 | Wings of Steel    |                                   |
| 2020 | Acoustic Sessions |                                   |